# Pierini
I Pierini Duponchel, 1832, sono una delle tre tribù di Lepidotteri appartenenti alla sottofamiglia Pierinae.

## Tassonomia
Questo taxon comprende 45 generi, suddivisi in circa 650 specie:
- Genere  Aoa Nicéville, 1898
- Genere  Aporia Hübner, 1819
- Genere  Appias Hübner, 1819
- Genere  Archonias Hübner, 1825
- Genere  Ascia Scopoli, 1777
- Genere  Baltia Moore, 1878
- Genere  Belenois Hübner, 1819
- Genere  Catasticta Butler, 1870
- Genere  Cepora Billberg, 1820
- Genere  Charonias Röber, 1908
- Genere  Delias Hübner, 1819
- Genere  Dixeia Talbot, 1932
- Genere  Elodina Felder, 1865
- Genere  Eucheira Westwood, 1834
- Genere  Ganyra Billberg, 1820
- Genere  Glennia Klots, 1933
- Genere  Hypsochila Ureta, 1955
- Genere  Infraphulia Field, 1958
- Genere  Itaballia Kaye, 1904
- Genere  Ixias Hübner, 1819
- Genere  Leodonta Butler, 1870
- Genere  Leptophobia Butler, 1870
- Genere  Leuciacria Rothschild & Jordan, 1905
- Genere  Mathania Oberthür, 1890
- Genere  Melete Swainson, 1831
- Genere  Mesapia Gray, 1856
- Genere  Mylothris Hübner, 1819
- Genere  Neophasia Behr, 1869
- Genere  Pereute Herrich-Schäffer, 1867
- Genere  Perrhybris Hübner, 1819
- Genere  Phrissura Butler, 1870
- Genere  Phulia Herrich-Schäffer, 1867
- Genere  Piercolias Grote, 1903
- Genere  Pieriballia Klots, 1933
- Genere  Pieris Schrank, 1801
- Genere  Pierphulia [Field, 1958
- Genere  Pinacopteryx Wallengren, 1857
- Genere  Pontia Fabricius, 1807
- Genere  Prioneris Wallace, 1867
- Genere  Pseudomylothris Neustetter, 1929
- Genere  Reliquia Ackery, 1975
- Genere  Saletara Distant, 1885
- Genere  Sinopieris Huang, 1995
- Genere  Tatochila Butler, 1870
- Genere  Theochila Field, 1958

## Distribuzione e habitat
La tribù è diffusa in tutti i continenti.